# شکارچی شب (فیلم ۱۹۹۶)
شب شکارچی (به انگلیسی: Night Hunter) یک فیلم ترسناک آمریکایی محصول سال ۱۹۹۶ به کارگردانی ریک جاکوبسن این فیلم دارای صحنه‌های مبارزه بین خون‌آشام‌ها و انسان‌ها می‌باشد.

## پیوندها
- شکارچی شب در بانک اطلاعات اینترنتی فیلم‌ها (IMDb)
- شکارچی شب در راتن تومیتوز